# 사역견

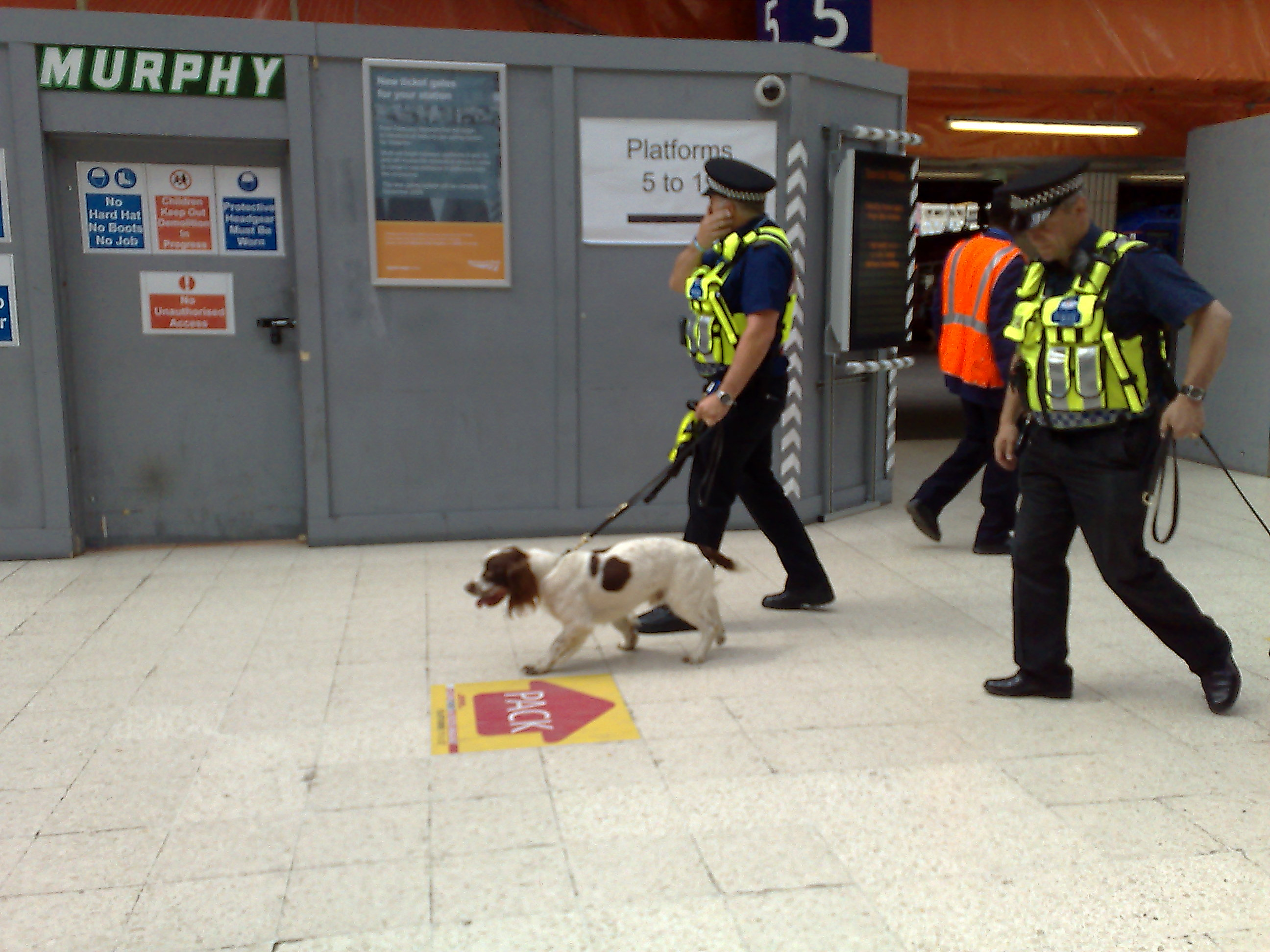
런던에서 순찰 중인 탐지견

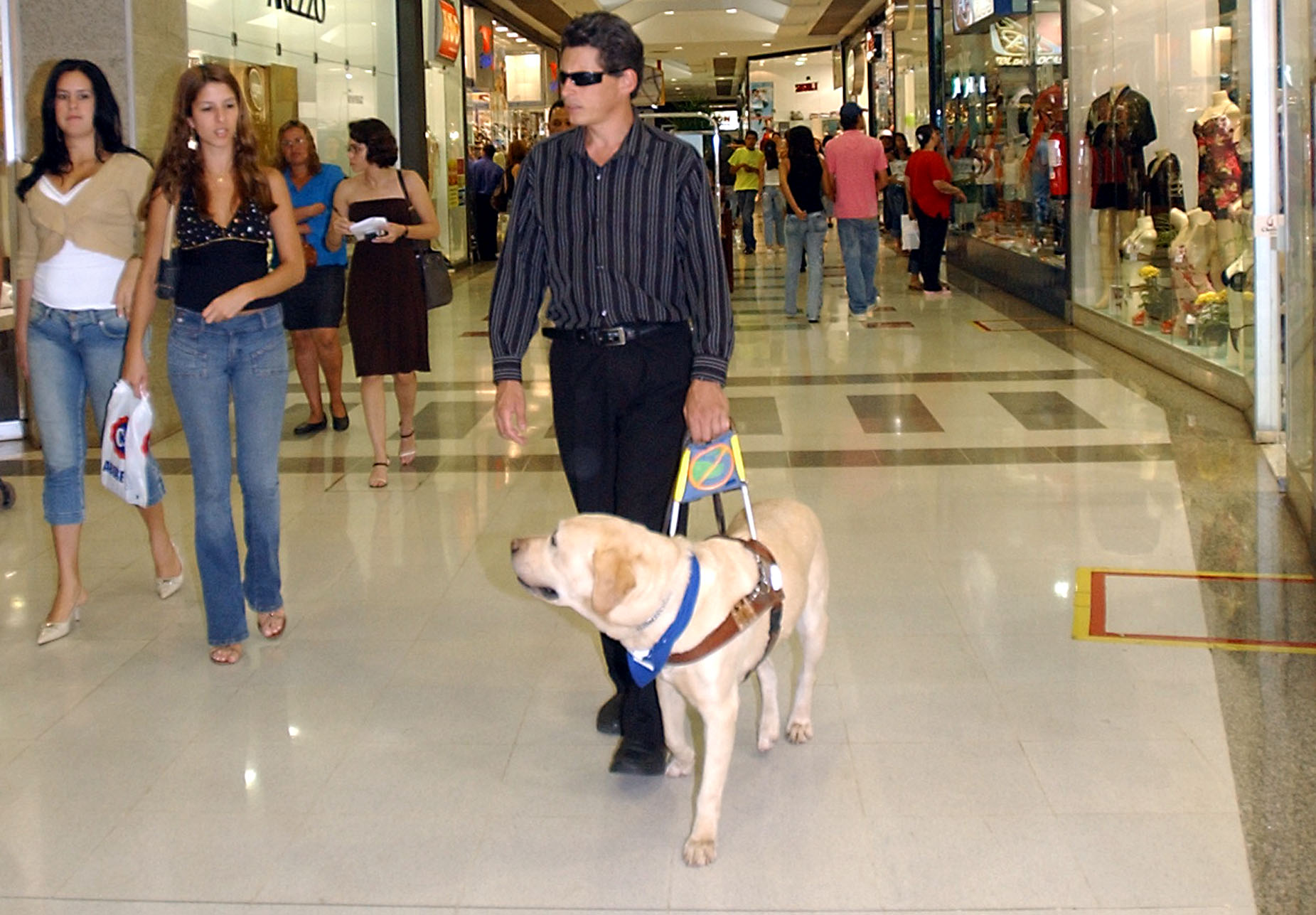
브라질에서의 안내견

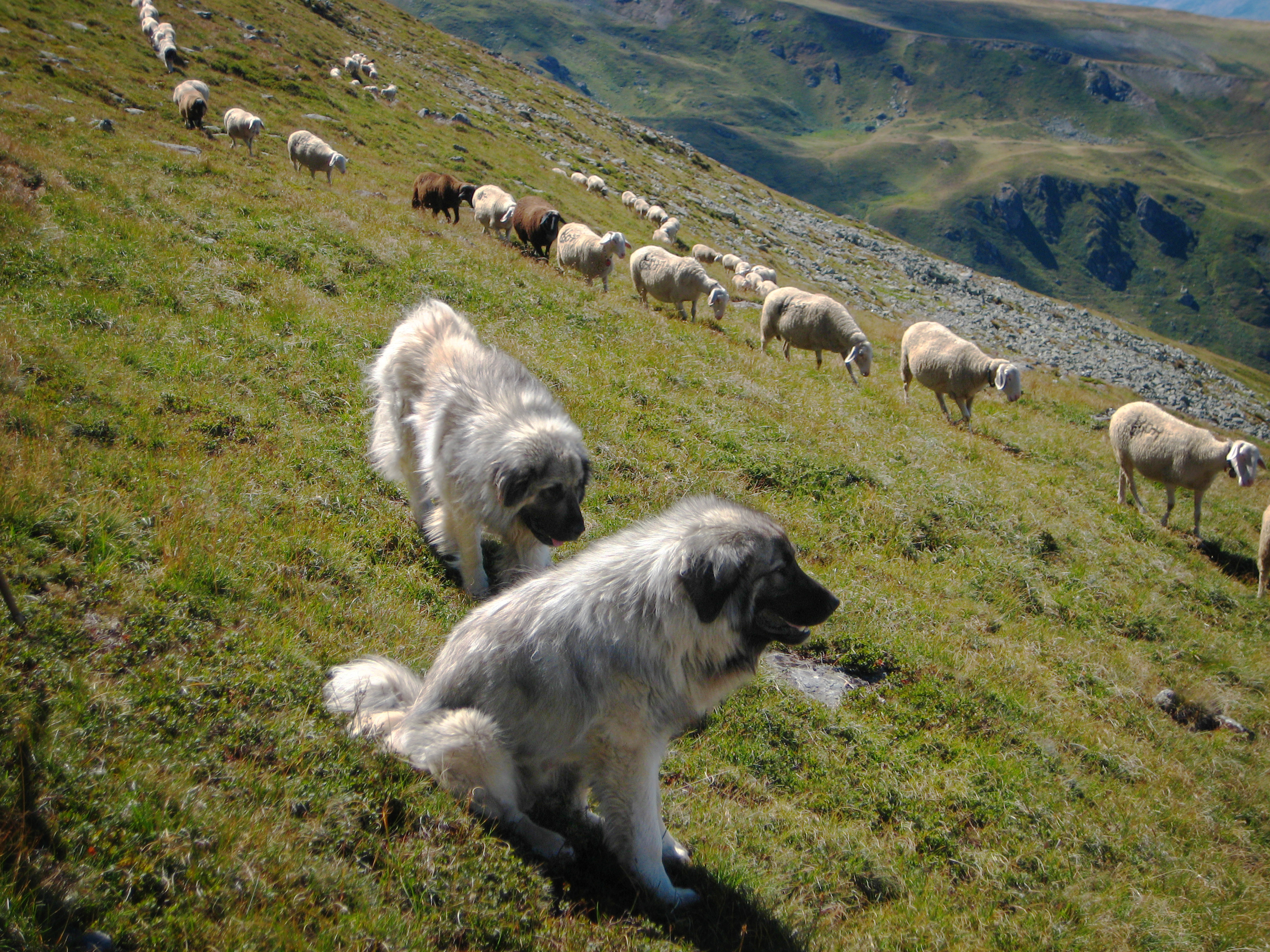
샤르 산맥에서 일하는 가축 경비견

사역견(使役犬, working dog)은 애완용이 아닌, 여타의 목적에 사용하기 위한(즉 사역동물)인 개다. 목양견, 경찰견, 군견, 썰매개, 맹인안내견 등 다양하며 작업견이라고도 불린다.
사역견의 정의는 다양하며, 때로는 의미 있는 일을 위해 훈련을 받고 고용된 개로 설명되기도 한다. 다른 경우에는 품종 유산이나 신체적 특성이 개별 동물의 훈련이나 고용에 관계없이 일하는 데 적합한 개, 그리고 또 다른 경우에는 목양견과 동의어로 사용된다.

## 같이 보기
- 사역동물